# Péter Rusorán
Péter Rusorán (ur. 11 kwietnia 1940 w Budapeszcie, zm. 14 lutego 2012 w Paloznaku) – węgierski piłkarz wodny. 

## Kariera sportowa
Dwukrotny medalista olimpijski. W 1960 w Rzymie zajął trzecie miejsce. Cztery lata później w Tokio wspólnie z kolegami został mistrzem olimpijskim. Na dwóch turniejach rozegrał osiem spotkań i zdobył trzynaście bramek.